# Unix version 6
Unix version 6, appelé en anglais Sixth Edition Unix, Version 6 Unix ou Unix time-sharing system 6, fut la première version du système d'exploitation Unix à être largement répandue en dehors des laboratoires Bell où elle fut conçue. Elle sortit en mai 1975 et, comme ses prédécesseurs, fonctionnait sur les mini-ordinateurs PDP-11 de DEC. Cette version fut remplacée par Unix version 7 en 1979.
Les laboratoires Bell ont développé plusieurs variantes de la version 6, comme MINI-UNIX, une version légère pour les PDP-11 bas de gamme, LSI-UNIX (ou LSX) pour le LSI-11, et le système d'exploitation temps réel UNIX/RT, résultat de la fusion entre la version 6 d'Unix et le superviseur MERT.
Une amélioration de la version 6 conduit à la première version commerciale d'Unix, IS/1 d'INTERACTIVE. PWB/UNIX 1.0 était aussi basé  sur la version 6, tandis que les versions précédents de PWB/UNIX étaient basées sur les versions 4 et 5 d'Unix. Whitesmiths vendit également un clone de la version 6 sous le nom d'Idris.
Puisque le code source d'Unix était disponible et que la licence ne l'interdisait pas, la version 6 a été largement utilisée comme un outil éducatif, notamment par l'université de Californie à Berkeley et l'université de Nouvelle-Galles du Sud. Berkeley distribua un ensemble d'extensions, 1BSD, qui devint ensuite un système d'exploitation complet. Le professeur John Lion de l'université de Nouvelle-Galles du Sud publia le Commentary on Unix 6th Edition, qui présentait le code source des principales parties de la version 6, avec des annotations, et qui fut pendant un temps la principale source de documentation pour les premiers développeurs Unix. À cause de l'ajout de restrictions à la licence d'Unix pour les versions suivantes, le livre était principalement distribué par photocopie plus ou moins illégale.
Toujours dans la Nouvelle-Galles du Sud, un groupe à l'université de Wollongong porta Unix sur un Interdata 7/32 en 1977, prouvant ainsi la portabilité d'Unix et de son langage de programmation, le C. Les laboratoires Bell effectuèrent également en interne un port sur l'Interdata 8/32. L'université de Sydney produit l'Unix Share Accounting Method (AUSAM) en novembre 1979, une variante de la version 6 avec une meilleure sécurité.
Dans le bloc de l'Est, des clones d'Unix V6 apparurent pour des clones de PDP-11, par exemple MNOS, qui devint ensuite un clone de BSD.
Le code de la version 6 est aujourd'hui disponible sous licence BSD.

## xv6
La version 6 a été utilisée à des fins éducatives au MIT entre 2002 et 2006, avant d'être remplacée par un clone pour x86, xv6.